# Geffen Records
Geffen Records là một hãng thu âm của Mỹ được thành lập bởi David Geffen và thuộc sở hữu của Universal Music Group thông qua Interscope Geffen A&M Records.
Được thành lập vào năm 1980, Geffen Records là một phần của Interscope Geffen A&M từ năm 1999 và được Universal Music sử dụng như một bộ phận phân phối, phục vụ mục đích hoạt động như một nhãn hiệu hàng đầu cho nhiều bản phát hành mới kể từ năm 2003 và lần khởi động lại năm 2017 và tại đồng thời phát hành lại nhiều bản phát hành từ các hãng thu âm như Decca Records (dành riêng cho danh mục nhạc pop/rock của Mỹ), Kapp Records, DreamWorks Records, MCA Records, Uni Records, Chess Records, Almo Sounds (Gần đây, Interscope đã quản lý việc phát hành lại nhãn vào năm 2015) Dot Records, và ABC Records (chủ yếu là nhạc pop, bản ghi âm rock và R&B).
Trong nhiều năm kể từ khi thành lập, hãng đã ký và phát hành các bản thu âm của nhiều nghệ sĩ lớn như Elton John, Kylie Minogue, Enya, Cher, Guns N 'Roses, Tesla, John Lennon, Joni Mitchell, Aerosmith, Neil Young, Peter Gabriel, Donna Summer, và gần đây là Nirvana, Weezer, Mary J. Blige, Blink-182, Avicii, DJ Snake, Keyshia Cole, Lifehouse, Beck, Nelly Furtado, Lil Durk, Marshmello, Rise Against, Olivia Rodrigo, Snoop Dogg, Rob Zombie, Lil Huddy và Gryffin.

## Lịch sử
Hãng thu âm Geffen bắt đầu hoạt động vào năm 1980, được thành lập bởi doanh nhân ngành âm nhạc David Geffen  người, vào đầu những năm 1970, đã thành lập Hồ sơ tị nạn. Geffen rời Asylum vào năm 1975, khi chuyển sang đóng phim và được bổ nhiệm làm phó chủ tịch của Warner Bros. Pictures. Ông bị Warner sa thải khoảng năm 1978, nhưng vẫn bị khóa hợp đồng 5 năm, điều này khiến ông không thể làm việc ở nơi khác. Khi thỏa thuận đó hết hạn, ông trở lại làm việc vào năm 1980 và trớ trêu thay, Warner Bros. Records, công ty chị em của Warner Bros. Pictures, để tạo ra Geffen Records. Warner Bros. Records đã cung cấp 100% kinh phí cho việc thành lập và hoạt động của hãng và Warner đã phân phối các bản phát hành của nó ở Bắc Mỹ, trong khi Epic Records xử lý việc phân phối ở các nơi còn lại trên thế giới cho đến năm 1985. Trong năm đó, Warner Bros. đã tiếp quản việc phân phối cho phần còn lại của thế giới. Lợi nhuận được chia 50/50 giữa Geffen Records và các nhà phân phối tương ứng.
Bản hợp đồng nghệ sĩ đầu tiên của Geffen Records là siêu sao Donna Summer, người có album bán chạy vàng The Wanderer trở thành bản phát hành đầu tiên của hãng vào năm 1980. Sau đó hãng phát hành Double Fantasy của John Lennon và Yoko Ono. Hai tuần sau khi nó lọt vào bảng xếp hạng, Lennon bị sát hại ở thành phố New York. Sau đó, album đã bán được hàng triệu bản và mang lại cho Geffen album và đĩa đơn quán quân đầu tiên; quyền đối với album sau đó sẽ được EMI tiếp quản, quyền này cuối cùng đã được công ty mẹ của Geffen Universal Music tiếp nhận.
Khi những năm 1980 trôi qua, Geffen sẽ tiếp tục thành công với những hoạt động như Berlin, Enya, Kylie Minogue, Quarterflash, Wang Chung, và Sammy Hagar. Hãng cũng đã ký hợp đồng với một số nghệ sĩ đã thành danh như Elton John, Irene Cara, Cher, Debbie Harry, Don Henley, Joni Mitchell, Neil Young, Peter Gabriel và Jennifer Holliday. Vào cuối thập kỷ này, công ty cũng bắt đầu tạo dựng tên tuổi của mình như một nhãn hiệu rock mới nổi nhờ thành công của Whitesnake (chỉ ở Hoa Kỳ và Canada), The Stone Roses, Guns N 'Roses, Tesla, Sonic Youth và sự trở lại của các rocker từ những năm 1970 Aerosmith. Điều này đã thúc đẩy Geffen thành lập một nhãn hiệu con, DGC Records vào năm 1990; trong đó tập trung vào progressive rock hơn và sau đó sẽ đón nhận sự xuất hiện của alternative rock - Nirvana là một ví dụ. Geffen cũng đã phân phối ngắn gọn phiên bản đầu tiên của Def American Recordings thông qua Warner Bros. từ năm 1988 đến 1990.

### Mua lại bởi MCA
Sau một thập kỷ hoạt động thông qua Warner, khi hợp đồng với công ty hết hạn, hãng này đã được bán cho MCA Music Entertainment (sau đó đổi tên thành Universal Music Group) vào năm 1990. Cuối cùng, thỏa thuận này đã mang về cho David Geffen một khoản tiền ước tính 800 triệu đô la Mỹ trong cổ phiếu (cho đến khi tập đoàn Nhật Bản, Matsushita Electric Industrial Co., Ltd. Mua lại MCA bằng tiền mặt vào năm 1991, đưa Geffen trở thành tỷ phú) và một hợp đồng lao động có thời hạn đến năm 1995. Sau vụ mua bán, Geffen Records hoạt động như một trong những nhãn hiệu được quản lý độc lập hàng đầu của MCA. Geffen từ chức người đứng đầu hãng vào năm 1995 để hợp tác với Jeffrey Katzenberg và Steven Spielberg để thành lập DreamWorks SKG, một đế chế đa phương tiện đầy tham vọng kinh doanh phim, truyền hình, sách và Âm nhạc. Geffen Records sẽ phân phối các bản phát hành trên công ty con DreamWorks Records của hoạt động mới.

### Interscope-Geffen-A & M
Universal Music Group mua lại PolyGram vào năm 1999, dẫn đến việc tổ chức lại các nhãn hiệu. Geffen Records, cùng với A&M Records, sau đó được hợp nhất thành Interscope Records. Mặc dù Geffen sẽ tiếp tục tồn tại như một thương hiệu, nhưng nó đã được thu nhỏ lại để phù hợp với sự mở rộng lớn hơn của Interscope. Đồng thời, việc phân phối quốc tế các bản Interscope và Geffen chuyển sang nhãn cũ của PolyGram Polydor Records, hãng đã phân phối các bản phát hành của A&M ở nước ngoài (đổi lại A&M xử lý các bản phát hành Polydor ở Hoa Kỳ).
Đến năm 2000, mặc dù Geffen Records không còn hoạt động độc lập trong UMG và có vị trí phục tùng hơn sau Interscope, hãng vẫn tiếp tục hoạt động kinh doanh ổn định — đến nỗi trong năm 2003, UMG đã xếp hạng MCA Records thành Geffen. Mặc dù Geffen về cơ bản là một hãng nhạc pop-rock, việc hấp thụ MCA (và các danh mục phụ của nó) đã dẫn đến một danh sách đa dạng hơn; với các nghệ sĩ cũ của MCA như Mary J. Blige, The Roots, Blink-182, Rise Against và Common hiện đã được giới thiệu trên nhãn. Trong khi đó, DreamWorks Records cũng xếp hạng, với các nghệ sĩ như Nelly Furtado, Lifehouse và Rufus Wainwright cũng bị Geffen hấp thụ. Trong thời gian này, DGC Records cũng được xếp lại thành Geffen, với các nghệ sĩ được giữ lại hiện đang trực tiếp thu âm cho Geffen (DGC đã được kích hoạt lại vào năm 2007, tuy nhiên thay vào đó nó sẽ hoạt động thông qua Interscope Records).
Khi những năm 2000 tiến triển, Geffen hấp thụ các nhãn MCA và DreamWorks, cùng với việc tiếp tục ký hợp đồng với các nghệ sĩ mới như Ashlee Simpson, Angels & Airwaves, Snoop Dogg và The Game, đã thúc đẩy công ty đến mức nó bắt đầu có được vị thế ngang bằng với nhãn hiệu Interscope chính, khiến một số người trong ngành suy đoán rằng nó có thể quay trở lại hoạt động như một chi nhánh được quản lý độc lập tại UMG. Tuy nhiên, vào cuối năm 2007, Geffen tiếp tục gia nhập Interscope, sa thải 60 nhân viên.
Năm 2009, có thông báo rằng Geffen Records đã ký một thỏa thuận với Tòa thánh để sản xuất một album gồm các bài hát và lời cầu nguyện của Marian từ Giáo hoàng Benedict XVI.
Jimmy Iovine bắt đầu mang lại dấu ấn cho Geffen vào năm 2011, chuyển trụ sở chính từ California đến Thành phố New York. Gee Roberson được bổ nhiệm làm chủ tịch.
Vào tháng 3 năm 2017, Neil Jacobson được bổ nhiệm làm Chủ tịch của Geffen Records để giám sát việc ra mắt lại nhãn thông qua các bản hợp đồng mới cũng như tái tạo danh mục huyền thoại của hãng. In December 2019, Jacobson left Geffen to start Crescent Drive Productions.
Vào tháng 1 năm 2020, Lee L'Heureux được bổ nhiệm làm tổng giám đốc của Geffen Records.

## Liên doanh
- Rebel Music
- SpindleHorse Music

## Nghệ sĩ hiện tại
- 24 LeftEye
- Abby Jasmine
- Ann Marie
- Brokeasf
- Dave
- Hotboii
- J.I.
- Kidd G
- midwxst
- Li Heat
- LILHUDDY
- Olivia Rodrigo
- Sarah Proctor
- SpotemGottem
- Tay Money
- Tokyo's Revenge
- aldn

## Cựu nghệ sĩ
- Alex Salibian
- AlunaGeorge
- Bipolar Sunshine
- Brika
- DJ Snake
- Emile Haynie
- Gryffin
- Jeff Bhasker
- Jacob Collier
- Lil Jon
- Marshmello
- Martin Terefe
- Mura Masa
- Yungblud[7]
- Aerosmith
- Aimee Mann
- Ashlee Simpson
- Avicii
- blink-182 (từMCA Records)
- Box Car Racer
- Cher
- Dazz Band
- Don Henley
- Donna Summer
- Eagles
- Elton John
- Enya
- Eve (từ Interscope Records)
- Finch (từ Drive-Thru Records)
- Garbage (Almo Sounds)
- Girlicious
- Greyson Chance (eleveneleven/Maverick/Geffen)
- Guns N' Roses
- GZA
- Jennifer Holliday
- John Lennon
- John Waite
- Keyshia Cole
- Klepto (từ Larceny Entertainment)
- Kylie Minogue
- Lifehouse
- Mary J. Blige (từ MCA Records)
- Nelly Furtado (từ DreamWorks Records)
- New Found Glory
- Nirvana (DGC Records)
- Orianthi
- Peter Gabriel (Mỹ/Canada)
- Quarterflash
- The Plimsouls
- Puddle of Mudd
- Rise Against
- Snoop Dogg
- Solange (Music World/Geffen)
- Sonic Youth
- The Starting Line (từ Drive-Thru Records)
- Tesla
- The Like
- XTC
- Yoko Ono
- Weezer